# Menafra
Menafra est une ville de l'Uruguay située dans le département de Río Negro. Sa population est de 126 habitants.

## Infrastructure
La route principale de la ville est la 25.

## Population
| Année | Population |
| ----- | ---------- |
| 1963  | 107        |
| 1975  | 86         |
| 1985  | 87         |
| 1996  | 63         |
| 2004  | 126        |

Référence,.